# Valmadrera
Valmadrera is een gemeente in de Italiaanse provincie Lecco (regio Lombardije) en telt 11.126 inwoners (31-12-2004). De oppervlakte bedraagt 12,6 km2, de bevolkingsdichtheid is 866 inwoners per km2.

## Demografie
Valmadrera telt ongeveer 4236 huishoudens. Het aantal inwoners steeg in de periode 1991-2001 met 2,1% volgens cijfers uit de tienjaarlijkse volkstellingen van ISTAT.
| Jaar | Inwoneraantal |
| ---- | ------------- |
| 1991 | 10.645        |
| 2001 | 10.871        |

## Geografie
De gemeente ligt op ongeveer 234 m boven zeeniveau.
Valmadrera grenst aan de volgende gemeenten: Canzo (CO), Civate, Galbiate, Lecco, Malgrate, Mandello del Lario, Valbrona (CO).